# 부탄의 코로나19 범유행
다음은 부탄의 코로나19 범유행 현황에 대한 설명이다.

## 배경
세계보건기구(WHO)는 12일 2019년 12월 31일 처음 WHO의 주목을 받았던 중화인민공화국 후베이성 우한시의 한 집단에서 신종 코로나바이러스가 호흡기 질환의 원인임을 확인했다. 이 군단은 처음에 우한화난수산물도매시장과 연결되어 있었다. 그러나 실험실 확정 결과가 나온 그 첫 사례들 중 일부는 시장과 연관성이 없었고, 전염병의 근원은 알려져 있지 않다.
2003년 사스와 달리 COVID-19의 경우 치명률은 훨씬 낮았지만, 총 사망자 수가 상당할 정도로 감염 경로는 훨씬 더 컸다. COVID-19는 전형적으로 약 7일 정도의 독감과 유사한 증상을 보이며, 그 후 일부 사람들은 병원에 입원해야 하는 바이러스성 폐렴의 증상으로 발전한다. 3월 19일부터 COVID-19는 더 이상 "높은 결과 감염병"으로 분류되지 않았다.

## 연혁
부탄은 인도를 통해 미국으로 여행한 76세의 미국 남성인 첫 번째 COVID-19 사례를 확인했다. 이 씨와 직접 접촉한 90여 명은 59살 동업자, 운전기사, 가이드와 함께 격리 조치됐다.
부탄은 즉시 2주 동안 외국인 관광객의 입국을 제한했다. 수도 팀부 등 3개 지역의 학교는 휴교했다.
76세의 이 미국인 남성은 3월 13일 미국으로 피난을 갔다.
이 미국인 관광객의 59세의 파트너는 부탄에 들어온 지 19일 후 그리고 지침 증례와 처음 접촉한 지 28일 후 격리 14일 만에 COVID-19 양성반응을 보였다. 비록 그들의 운전사와 가이드가 음성 판정을 받았으나, 두 사람 모두 검역 기간이 끝났음에도 불구하고 더 긴 검역소에 수감되어 있었다.
부탄의 왕 지그메 케사르 남기엘 왕축은 전국 연설에서 이 나라의 국경선이 봉쇄될 것이라고 발표했다.
모든 국제 국경은 봉쇄되었다. 인도 도시인 자이가온 남벵골에 사는 약 5,000명의 부탄인들은 부탄과 국경을 맞대고 있는 푼촐링으로 대피했다.